# 美国废奴运动
美国废奴运动从殖民时代一直延续到美国内战。最终，1865年《第十三修正案》通过，美國奴隸制度正式废除。
早期美国废奴运动重点是结束跨大西洋奴隸貿易。1688年在仍是英国殖民地的美国，日耳曼敦的一些德国贵格会教徒发表了反对奴隶制的请愿书，标志着美国废奴运动的开始。在美國獨立戰爭之前，福音派殖民者一直是废奴运动的中流砥柱。
从独立战争到1804年，北方各州迅速或逐步废除了奴隶制，但没有南方州这样做。立即解放黑奴在1862年成为联邦发动战争的目标，并在1865年完全实现。

## 历史

### 殖民地时期
福音派信徒是废奴运动中流砥柱，他们认为奴隶他人是一种罪。反对殖民地美国奴隶制的第一份声明由教友会于1688年撰写。1688年2月18日，宾夕法尼亚日耳曼敦（Germantown）的弗朗西斯·丹尼尔·帕斯托留斯（Francis Daniel Pastorius）起草了1688年日耳曼敦贵格会反对奴隶制的请愿书，并将其交给贵格会教会管理层。其目的是禁止贵格会社区内的奴隶制——在1681年至1705年间，70%的贵格会教徒拥有奴隶。虽然当时贵格会没有采取行动，但受请愿书影响，后世贵格会（1776年）和宾夕法尼亚（1780年）还是废除了奴隶制。1711年，宾夕法尼亚州切斯特的贵格会季会发起第一次抗议。随后的几十年内，奴隶贸易遭到了许多贵格会领袖的反对，如本杰明·莱、约翰·伍尔曼和安东尼·贝尼泽特等。其中，贝尼泽特的影响力最大，影响了大量后世的反奴隶制活动家，包括格兰维尔·夏普、 約翰·衛斯理、本傑明·富蘭克林等等。
1733年乔治亚殖民地成立后不久，奴隶制就被禁止了。殖民地的创始人詹姆士·奧格爾索普阻止了南卡罗来纳商人和土地投机者将奴隶制引入殖民地。乔治亚和南卡罗来纳之间的斗争导致英国议会在1740年至1742年间首次就奴隶制问题进行辩论。

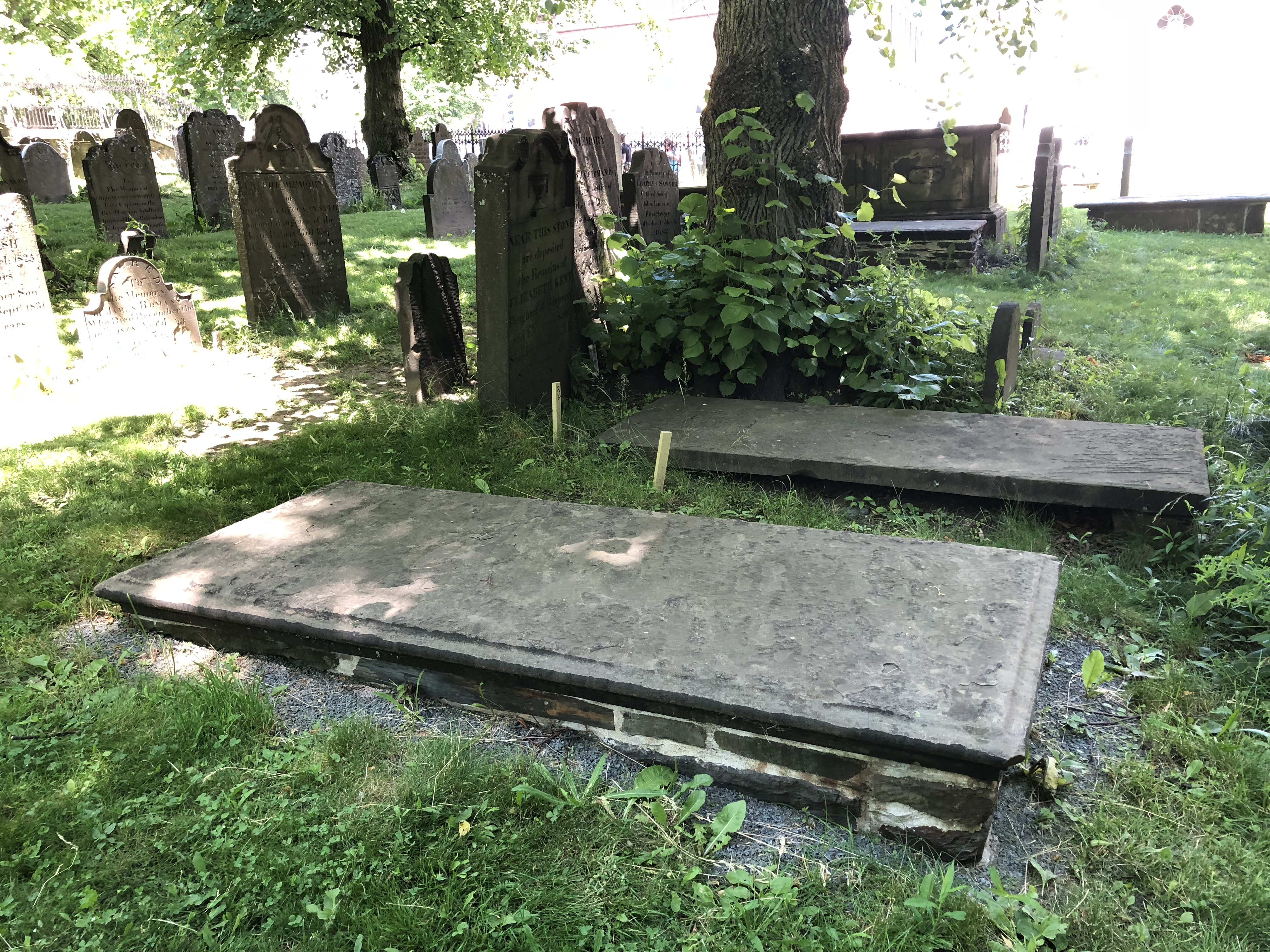
律师本杰明·肯特墓，他在1766年释放了一名奴隶

1764年至1774年间，共有17名黑奴在马萨诸塞的法院为自己争取自由。1772年英格兰皇座法庭的《萨默塞特诉斯图尔特案》（Somerset v Stewart）禁止了英格兰的奴隶贸易，它虽然不适用于殖民地，但仍然鼓舞了美国废奴主义者。受此启发，波士顿律师本杰明肯特在1766年肯特在一场官司 (Slew v. Whipple) 中成功解救被卖为奴隶的珍妮·斯鲁。

### 建国时期

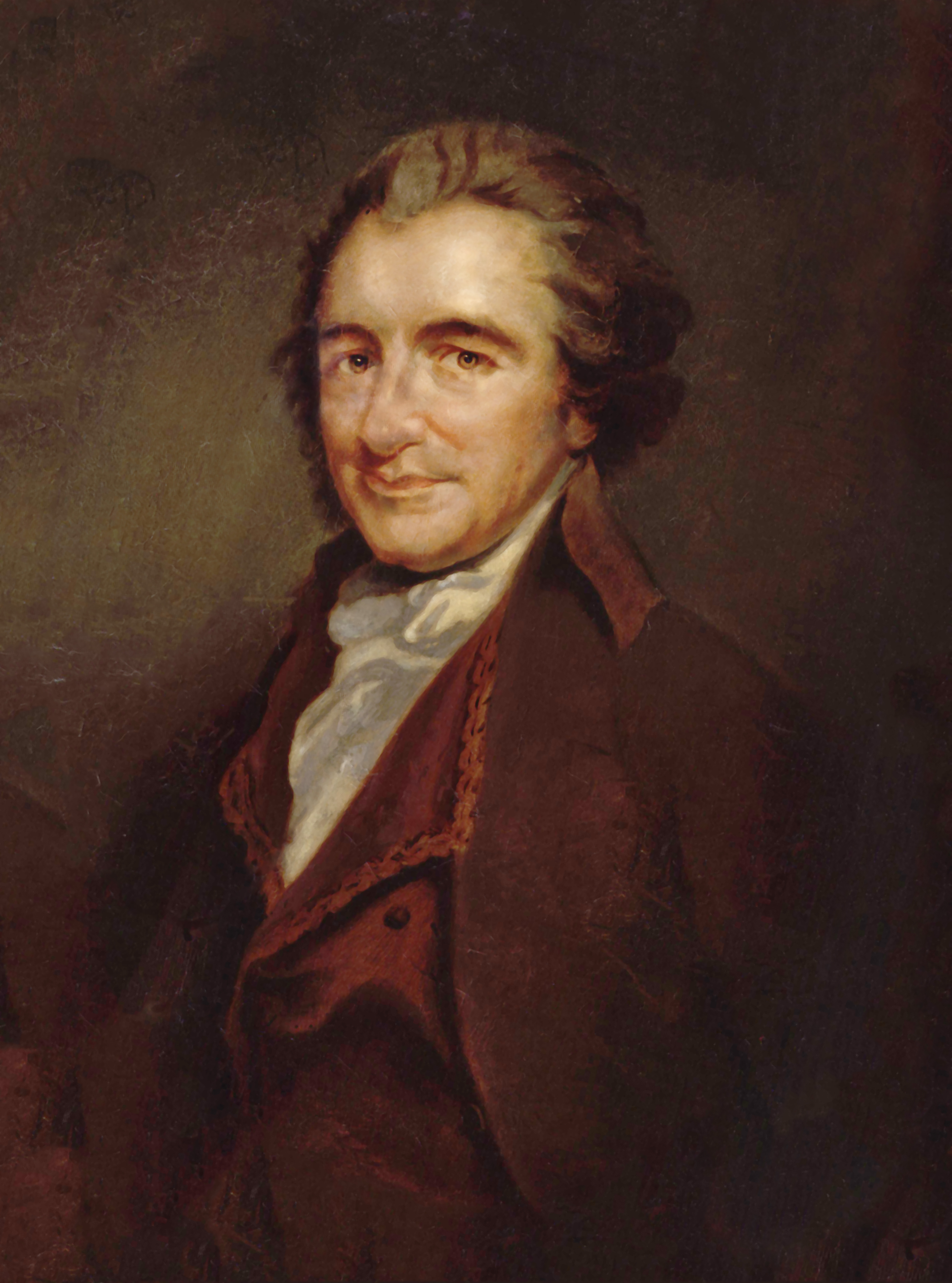
托马斯·潘恩1775年的文章《美国的非洲奴隶》（African Slavery in America）是最早倡导废除奴隶制和解放奴隶的文章之一。

宾夕法尼亚废奴会（Pennsylvania Abolition Society）是美国第一个专门的废奴协会，它于1775年4月14日在费城成立，主要由贵格会教徒组成。该协会在美國獨立戰爭期间暂停运营，1784年重组，本傑明·富蘭克林担任第一任会长。最早提倡解放奴隶和废除奴隶制的文章是1775年3月8日托马斯·潘恩出版的《美国的非洲奴隶》（African Slavery in America）。

1789-1861年美国各州和领地奴隶制变化情况

他们的努力初见成效。1777年，独立的佛蒙特成为北美第一个禁止奴隶制的政治实体。1780年，宾夕法尼亚也开始逐步废除奴隶制：已有的奴隶未被释放，但是奴隶的孩子将不再是奴隶。但1780年前就在宾夕法尼亚成为奴隶的人直到1847年才得以解放。1781年至1804年间，马里兰以北的所有其他州都开始逐步按宾夕法尼亚的模式废除奴隶制，到1804年，所有北部州都通过了废除奴隶制的法律。
而奴隶制在南方没遭到什么挑战，受到北方挑战的南方对奴隶制的坚持反而愈加坚定。

### 观念转变
1830年代，北方的主流观点从逐步解放黑奴变为立刻解放黑奴。但30和40年代的废奴运动並沒有统一的组织者，因此显得支离破碎:78。
北方的白人废奴运动由社会改革者领导，如美国反奴隶制学会的创始人威廉·劳埃德·加里森以及約翰·格林里夫·惠蒂埃、哈里特·比彻·斯托等作家。黑人活动家包括弗雷德里克·道格拉斯等前奴隶以及帮助建立俄亥俄州反奴隶制协会的查尔斯·亨利·兰斯顿和约翰·默瑟·兰斯顿等自由黑人。不过，虽然弗雷德里克·道格拉斯等少数黑人废奴主义者很出名，但很难在史书中找到太多其他黑人废奴主义者的痕迹，大多数黑人当时並沒有什么话语权。
加里森派认为美国宪法是奴隶制的保护伞，必须废除。而新共和党为代表的主流立场认为宪法尚可利用，奴隶制要循序渐进地废除。这时加里森这样的废奴主义者在政治上还没有什么势力。废奴主义者主要在地下活动。地下铁路是当时废奴主义者帮助奴隶的主要渠道。但在南方，废奴运动者仍时常遭到暴徒袭击。南方信仰天主教的爱尔兰移民认为废奴主义者是反天主教的。不过，爱尔兰的爱国者中也不是没有废奴主义者，丹尼尔·奥康内尔曾在爱尔兰发起请愿，要求在美国的爱尔兰人支持废奴主义。

### 奴隶制的终结
1850年妥协案刺激了南北方的情绪。随后，1854年《堪萨斯-内布拉斯加州法案》引发堪萨斯内战，成为了战争的导火索。不久，南北战争爆发。战争期间，第一项联邦的废奴法案签署于1862年4月16日。由亚伯拉罕·林肯签署的《哥伦比亚特区补偿解放法案》废除了华盛顿特区的奴隶制。不久后的6月19日，国会在所有联邦领土上禁止奴隶制，林肯履行了他1860年做下的竞选承诺。奴隶开始大量逃往北方。作为回应，国会通过了一系列《没收法案》（Confiscation Acts），宣布从南方逃亡的奴隶被没收为战利品，因此不必归还给他们的所有者。1850年的逃亡奴隶法也于1864年6月废除。最终，1865年12月第十三条修正案得到通过，全美的奴隶制都被废除，肯塔基州和特拉华州最后的50,000多被奴役者也得到了解放。
虽然1865年的废奴就实际上已对密西西比州生效，因为联邦法律高于州法律；但由于密西西比州最初的抵制情绪，1995年3月才象征性地正式宣布批准了第十三条修正案，且由于行政或文书疏忽，在2013年2月7日才正式向美国国家档案和记录管理局备案。自此密西西比州成为最后一个完成第十三修正案联邦备案程序的州。